# Narelle
Narelle ist ein weiblicher Vorname, der hauptsächlich in Australien und Neuseeland verbreitet ist.

## Herkunft und Bedeutung
Der Vorname geht auf Queen Narelle zurück, die um die Jahrhundertwende herum starb. Sie war die Frau des australischen Stammesältesten Umbarra († 1904). Umbarra entstammt dem Aborigine-Stamm der Djirringanj beziehungsweise Yuin in der Bermagui-Region, der an der Südküste von New South Wales heimisch ist.
Die Bedeutung des Namens ist „kleiner Fluß“. Dies bezieht sich auf den Fluss Narellan, nach dem auch der Ort Narellan benannt ist, ein Vorort von Sydney, der im Camden Council liegt.

## Namensträger
Narelle ist der Vorname folgender Persönlichkeiten:
- Narelle Autio (* 1969), australische Fotografin
- Narelle Davidson (* 1949), australische Opernsängerin (Sopran)
- Casey Narelle Dumont (* 1992), australisch-französische Fußballspielerin, siehe Casey Dumont
- Narelle Hill (* 1969), australische Judoka
- Narelle Kellner (1934–1987), australische Schachspielerin
- Narelle Moras (* 1956), australische Schwimmerin
- Narelle Szuveges (* 1978), australische Schachspielerin
- Kylie Narelle Wheeler (* 1980), ehemalige australische Leichtathletin, siehe Kylie Wheeler

Narelle ist der Familienname folgender Persönlichkeiten:
- Marie Narelle (1870–1941), australische Sängerin, eigentlich Catherine Mary Ryan